# アダム・イェーツ
アダム・イェーツ（Adam Yates、1992年8月7日 - ）は、イギリス、グレーター・マンチェスターのベリー出身の自転車競技（ロードレース）選手。UAE チーム・エミレーツ所属。双子の兄サイモン・イェーツも自転車ロードレース選手である。

## 経歴
有望な若きクライマーの一人。2015年のUCIランキングは35位と好成績を残した（サイモン・イェーツは36位）。
ワールドツアー初勝利は2015年のクラシカ・センセバスティアン。2016年はより高い頂きを目指す。

### 2016年 ツール・ド・フランスでの活躍
2016年シーズンはツール・ド・フランスに出場。

#### フラム・ルージュに激突
第7ステージ終盤のアスパン峠でアタックしたイェーツの目的はジュリアン・アラフィリップから新人賞のマイヨ・ブランを奪うこと。集団を振り切る見事な走りを見せていたが、残り1kmを示すフラム・ルージュを吊るしたバルーン・アーチが倒壊。止まれるはずもなくイェーツは落車して顎を負傷。フィニッシュもアラフィリップから遅れたが、救済措置が発動し、ステージ73位から6位へ。この結果アラフィリップを1秒差でかわしてマイヨ・ブランを獲得した。第19ステージのビザンヌの上りで走行違反があったとされ10秒のペナルティを課されるが、最終的に総合4位となり、マイヨ・ブランを獲得した。
因みにこの事件を理由に、2017年からフラム・ルージュは空気で膨らますバルーン・アーチとは違うタイプのものとなった。

### 2017年シーズン
2017年、グラン・プレミオ・インドゥストリア・エ・アルティジャナートで二度目の優勝。ジロ・デ・イタリアではボブ・ユンゲルスと新人賞、マリア・ビアンカ争いを展開。最終ステージの個人タイムトライアルでユンゲルスに逆転を許してしまい新人賞獲得とはならなかった。

## 主な戦歴

### 2014年
- ツール・ド・サンルイス　 ヤングライダー賞
- ツアー・オブ・ターキー　総合優勝、区間優勝　(第6ステージ)
- グラン・プレミオ・インドゥストリア・エ・アルティジャナート　優勝

### 2015年
- クラシカ・センセバスティアン　優勝
- ツアー・オブ・アルバータ　 ヤングライダー賞

- グランプリ・シクリスト・ド・モンレアル　2位

### 2016年
- ツール・ド・フランス　 ヤングライダー賞

### 2017年
- グラン・プレミオ・インドゥストリア・エ・アルティジャナート　優勝

### 2018年
- ティレーノ～アドリアティコ　区間優勝（第5ステージ）
- クリテリウム・デュ・ドーフィネ　総合2位（第7ステージ優勝）

### 2019年
- ボルタ・ア・ラ・コムニタ・バレンシアナ　区間優勝（第4ステージ）
- ティレーノ〜アドリアティコ　総合2位
- ボルタ・ア・カタルーニャ　総合2位（第3ステージ優勝）
- イツリア・バスク・カントリー 総合5位
  -  山岳賞
  - 区間1勝（第6ステージ）
- CROレース（英語版）
  -  総合優勝、 山岳賞
  - 区間1勝（第5ステージ）

### 2020年
- UAEツアー
  -  総合優勝
  - 区間1勝（第3ステージ）

### 2021年
- ボルタ・ア・カタルーニャ
  -  総合優勝
  - 区間1勝（第3ステージ）

### 2022年
- ドイツ・ツアー
  -  総合優勝
  - 区間1勝（第3ステージ）

### 2023年
- UAEツアー 区間優勝（第7ステージ）
- ツール・ド・ロマンディ  総合優勝（第4ステージ優勝）
- ツール・ド・フランス 総合3位
  - 区間優勝（第1ステージ）
- ブエルタ・ア・ブルゴス  山岳賞
- グランプリ・シクリスト・ド・モンレアル 優勝

### 2024年
- ツアー・オブ・オマーン  総合優勝（第5ステージ優勝）
- ツール・ド・スイス  総合優勝、 ポイント賞、 山岳賞（第5、7ステージ優勝）
- ブエルタ・ア・エスパーニャ 区間優勝（第9ステージ）

### グランツールの総合成績
| グランツール               | 2014 | 2015 | 2016 | 2017 | 2018 | 2019 | 2020 | 2021 | 2022 | 2023 | 2024 |
| -------------------------- | ---- | ---- | ---- | ---- | ---- | ---- | ---- | ---- | ---- | ---- | ---- |
| ジロ・デ・イタリア         | －   | －   | －   | 9    | －   | －   | －   | －   | －   | －   | －   |
| ツール・ド・フランス       | －   | 50   | 4    | －   | 29   | 29   | 9    | －   | 9    | 3    | 6    |
| ブエルタ・ア・エスパーニャ | 82   | －   | －   | 34   | 45   | －   | －   | 4    | －   | －   | 12   |